# فرودگاه کروکد کریک
فرودگاه کروکد کریک (به انگلیسی: Crooked Creek Airport) یک فرودگاه همگانی با کد یاتا CKD است که یک باند فرود شن و خاک دارد و طول باند آن ۶۰۹ متر است. این فرودگاه در شهر کروکد کریک، آلاسکا کشور ایالات متحده آمریکا قرار دارد و در ارتفاع ۵۴ متری از سطح دریا واقع شده‌است.